# TOI 700 d
TOI 700 d je exoplaneta obíhající červený trpaslík TOI 700. Je o 20 % větší než Země a nachází se na oběžné dráze v obyvatelné zóně, což znamená, že by na jejím povrchu za určitých podmínek mohla existovat kapalná voda. Pravděpodobně se jedná o terestrickou planetu. Exoplaneta leží v souhvězdí Mečouna přibližně 101,4 světelných let (31,1 pc) od Země. Objevila ji na začátku ledna 2020 družice TESS (Transiting Exoplanet Survey Satellite), která zkoumá exoplanety pomocí metody tranzitní fotometrie.

## Fyzikální vlastnosti

### Hmotnost, poloměr a teplota
TOI 700 d má hmotnost přibližně 1,69krát větší než Země a její poloměr je přibližně 1,19násobkem poloměru Země. Průměrná povrchová teplota se odhaduje na −4,3 °C (268,8 K) za předpokladu atmosféry podobné Zemi. Je malá pravděpodobnost, že by na planetě docházelo ke skleníkovému efektu, protože její energetický příjem odpovídá přibližně 86 % toho, co Země získává od Slunce.

### Hostitelská hvězda

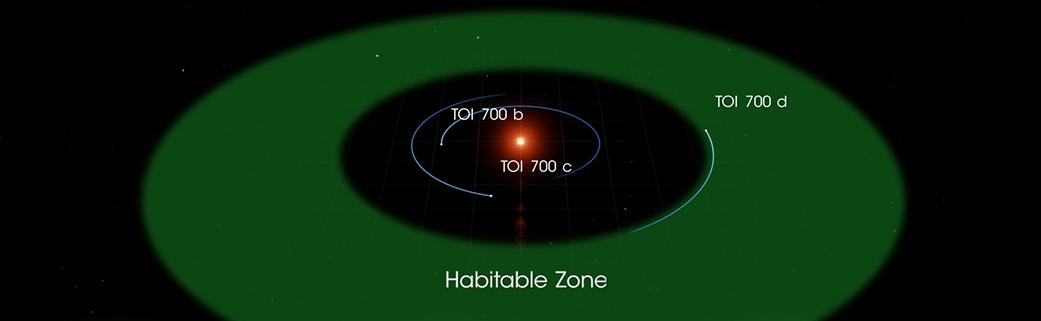
Multiplanetární systém TOI 700

Planeta TOI 700 d obíhá červeného trpaslíka TOI 700, který má asi 40 % hmotnosti, 40 % poloměru a 50 % povrchové teploty Slunce. Hvězda je poměrně klidná a během pozorování družicí TESS nevykázala žádné významné erupce. To naznačuje, že hvězda má nízkou úroveň hvězdné aktivity, což je důležité pro zachování stability atmosféry planet v jejím okolí. TOI 700 d oběhne svou mateřskou hvězdu za 37,425 dne ve vzdálenosti přibližně 0,163 AU (24,4 milionu km).
TOI 700 d obíhá v obyvatelné zóně, což znamená, že splňuje základní podmínky planetární habitability – například možnost udržení kapalné vody. Energetický příjem z mateřské hvězdy odpovídá přibližně 86 % energie, kterou Země přijímá od Slunce. 

## Objevení
Planetu TOI 700 d objevila družice TESS na začátku roku 2020. Jedná se o první potenciálně obyvatelnou terestrickou planetu, kterou tato družice objevila. Objev byl veřejnosti oznámen 6. ledna 2020. K potvrzení existence planety NASA využila Spitzerův vesmírný dalekohled, který upřesnil její velikost a další parametry.
Dosud je známo jen několik exoplanet o velikosti Země, které obíhají svou hvězdu v obyvatelné zóně. Ty byly objeveny například zařízeními Kepler a TRAPPIST. Mezi známé podobné planety patří například TRAPPIST-1e, Kepler-186f a Proxima Centauri b.